# Corchorus argutus
Corchorus argutus är en malvaväxtart som beskrevs av Carl Sigismund Kunth. Corchorus argutus ingår i släktet Corchorus och familjen malvaväxter. Inga underarter finns listade i Catalogue of Life.